# Launiya
Launiya – gaun wikas samiti we wschodniej części Nepalu w strefie Sagarmatha w dystrykcie Saptari. Według nepalskiego spisu powszechnego z 2001 roku liczył on 630 gospodarstw domowych i 2960 mieszkańców (1426 kobiet i 1534 mężczyzn).